# Oudgelovigenmuseum
Het Oudgelovigenmuseum is een museum in het Estse dorp Kolkja, gewijd aan de cultuur van de Oudgelovigen.

## Achtergrond
Het museum werd in 1999 opgericht door Nina Baranina, de toenmalige burgemeester van Peipsiääre. De collectie is ontstaan uit verschillende objecten die in het dorp zijn verzameld.  Het museum bevindt zich in een voormalig schoolgebouw. 
Van 2021 tot 2023 onderging het museum een grondige renovatie. De renovatie koste 1,11 miljoen euro waarvan 100.000 euro afkomstig was uit EU-fondsen.  Tijdens de renovatie werd het gebouw beter toegankelijk voor roelstoelgebruikers en werd de capaciteit van het museum vergroot. 

## Indeling
Op de eerste verdieping wordt getoond hoe de oudgelovigen leefden in de 19e eeuw, terwijl de begane grond de verschillen laat zien tussen toen en nu. Aan de hand van een animatiefilm wordt het verhaal van de oudgelovigen verteld. Ook kun je een traditionele paasmis beleven via een VR-headset.
Het museum beschikt ook over een uitkijktoren, vanwaar de bezoeker een uitzicht heeft over het Peipusmeer.